# Eurofima
Eurofima är ett bolag som ägnar sig åt finansiering av järnvägsmateriel för järnvägarna i ett flertal europeiska länder. Det handlar då om finansiering av lok, personvagnar, motorvagnar och godsvagnar. Bolaget har sitt huvudkontor i Basel i Schweiz. Ett antal statliga järnvägsbolag bildade detta bolag 1955. De olika statliga järnvägsbolagen äger Eurofima tillsammans och har var sin andel i detta bolag. Vid bildandet omfattade detta enbart europeiska järnvägsförvaltningar i länder som då inte tillhörde Östeuropa. Järnvägarna i t.ex. Sverige och Frankrike tillhör de som var med i detta samarbete redan från starten 1955. När kalla kriget tog slut anslöt sig även järnvägsförvaltningar från länder som tidigare hade tillhört Östeuropa som t.ex. Ungern. Bolaget har som uppgift att "pantsätta" vissa lok och vagnar vid vissa lån som järnvägsförvaltningarna ibland gör i samband med investeringar i nya lok och vagnar.
Idag omfattar detta samarbete järnvägarna i följande länder: Belgien, Bosnien och Hercegovina, Bulgarien, Danmark, Frankrike, Grekland, Italien, Kroatien, Luxemburg, Montenegro, Nederländerna, Nordmakedonien, Norge, Portugal, Schweiz, Serbien, Slovakien, Slovenien, Spanien, Sverige, Tjeckien, Turkiet, Tyskland, Ungern och Österrike.